# Univision

Logo Univision

Univision is een Spaanstalig televisienetwerk dat uitzendingen verzorgt in de Verenigde Staten.
De zender zendt veel telenovelas uit, die worden geproduceerd in Latijns-Amerika en Mexico. De belangrijkste concurrent van het televisienetwerk is Telemundo, dat onderdeel is van NBC Universal.